# موزيلا ثندربرد
موزيلا ثَندَربِرْد (بالإنجليزية: Mozilla Thunderbird)‏ هو برنامج عميل بريد إلكتروني، حر ومفتوح المصدر وهو من تطوير مؤسسة موزيلا. من أهم مميزات البرنامج أنه يساعد على إدارة البريد الإلكتروني بسهولة ويسر ومن خلال خطوات بسيطة، كما يمكن توسيع البرنامج باستخدام الامتدادات؛ مما يساعد على إضافة المزيد من الوظائف والميزات التي يقدمها هذا التطبيق. وهو أيضًا قابل لتعديل واجهة استخدامه من خلال العديد من السمات التي تغير الشكل والصورة التي يظهر بها البرنامج عن طريق تغيير الأيقونات وإضافة المزيد منها.

## المزايا
يأمل مطورو ثَندَربِرْد أن يكون البرنامج عميل أخبار وبريد إلكتروني سهل الاستخدام. وهو ليس مدير معلومات شخصية محترف. لكن على كل حال، يمكن توفير الخصائص المتقدمة التي تحتاجها فئة من المستخدمين المحترفين عن طريق مجموعة من الامتدادات.

### إدارة الرسائل
يستطيع برنامج ثَندَربِرْد أن يدير مجموعة من حسابات البريد الإلكتروني ومجموعات الأخبار، ويدعم تعريفات متعددة للحساب الواحد. يتميز بخصائص كالبحث السريع، ومجلدات البحث المحفوظة(المجلدات الافتراضية)، ومرشحات الرسائل المتقدمة، وتجميع الرسائل. والتصنيفات التي تساعد على إدارة والبحث عن الرسائل.

## وصلات خارجية
- موزيلا ثندربرد على موقع Open Hub (الإنجليزية)
- موزيلا ثندربرد على موقع Framasoft (الفرنسية)
- صفحة برنامج موزيلا ثندربرد  على أوبن هب